# 留貞臣
留贞臣（?—?），南朝陈东阳郡（在今浙江省义乌市）人，留异的儿子。
陈武帝永定元年（557年），留贞臣娶陈文帝之女丰安公主。留异据东阳郡起兵反陈，陈文帝天嘉五年（564年）留异被章昭达打败，留贞臣的父兄及宗族皆被诛杀，只有留贞臣因为娶了公主得以免死。